# Gwynia macrodentata
Gwynia macrodentata är en armfotingsart som beskrevs av Lüter 2008. Gwynia macrodentata ingår i släktet Gwynia och familjen Gwynioidea. Inga underarter finns listade i Catalogue of Life.